# 모량
모량(慕良)은 금관가야의 관리이었던 조광의 아내이다. 마품왕의 부인인 호구부인은 모량의 손녀이다. 48년 허황옥이 아유타국에서 금관가야로 넘어올 때 허황옥의 시종으로 따라왔다.

## 가족
- 남편 : 조광(趙匡)
- 부인 : 모량(慕良)
  - 손녀 : 호구부인(好仇夫人)